# Fábiánsebestyén
Fábiánsebestyén è un comune dell'Ungheria di 2.320 abitanti (dati 2001). È situato nella contea di Csongrád-Csanád.